# Kill 'Em All for One Tour
Kill 'Em All for One Tour è il primo tour del gruppo musicale statunitense Metallica, iniziato il 5 marzo 1983 e terminato il 22 gennaio 1984 con un totale di 53 date. Il nome deriva dal titolo del loro primo disco Kill 'Em All.

## Date del tour
| Data              | Città         | Locale                             |
| ----------------- | ------------- | ---------------------------------- |
| 5 marzo 1983      | San Francisco | The Stone                          |
| 19 marzo 1983     | San Francisco | The Stone                          |
| 8 aprile 1983     | New York      | Paramount Theatre                  |
| 9 aprile 1983     | New York      | The Ritz                           |
| 16 aprile 1983    | Dover         | The Showplace                      |
| 22 aprile 1983    | New York      | Paramount Theatre                  |
| 24 aprile 1983    | New York      | Paramount Theatre                  |
| 27 luglio 1983    | New Brunswick | Royal Manor                        |
| 28 luglio 1983    | Bridgeport    | Utopia                             |
| 29 luglio 1983    | Yonkers       | Rising Sun                         |
| 30 luglio 1983    | Boston        | The Rat                            |
| 31 luglio 2013    | Boston        | The Rat                            |
| 2 agosto 1983     | Jamestown     | Melody Inn                         |
| 3 agosto 1983     | Buffalo       | Rooftops                           |
| 4 agosto 1983     | Rochester     | Riverboat                          |
| 5 agosto 1983     | Elmhurst      | L'Amour East                       |
| 6 agosto 1983     | New York      | L'Amour                            |
| 7 agosto 1983     | New York      | Cheers                             |
| 9 agosto 1983     | Morganville   | Sports 9 Rock 'n Roll Heaven Arena |
| 10 agosto 1983    | Baltimora     | Seagull                            |
| 11 agosto 1983    | Baltimora     | Coast to Coast                     |
| 13 agosto 1983    | Chicago       | The Metro                          |
| 14 agosto 1983    | Milwaukee     | Mickey's                           |
| 16 agosto 1983    | Bald Knob     | Bald Knob Amphitheatre             |
| 17 agosto 1983    | Pine Bluff    | Pine Bluff Convention Center       |
| 18 agosto 1983    | Texarkana     | Texarkana Community College        |
| 19 agosto 1983    | Russellville  | Tucker Coliseum                    |
| 20 agosto 1983    | Roland        | Harry's                            |
| 22 agosto 1983    | Tyler         | ?                                  |
| 24 agosto 1983    | Austin        | The Nightlife                      |
| 25 agosto 1983    | San Antonio   | ?                                  |
| 26 agosto 1983    | Odessa        | ?                                  |
| 27 agosto 1983    | Portales      | Eastern New Mexico SU              |
| 28 agosto 1983    | Las Cruces    | Corbett Center Ballroom            |
| 30 agosto 1983    | Los Angeles   | Country Club                       |
| 1º settembre 1983 | Palo Alto     | Keystone                           |
| 2 settembre 1983  | Berkeley      | Keystone                           |
| 3 settembre 1983  | San Francisco | The Stone                          |
| 31 ottobre 1983   | Palo Alto     | Keystone                           |
| 4 novembre 1983   | Los Angeles   | Country Club                       |
| 7 novembre 1983   | San Francisco | The Stone                          |
| 24 novembre 1983  | Palo Alto     | Keystone                           |
| 25 novembre 1983  | Berkeley      | Keystone                           |
| 26 novembre 1983  | San Francisco | The Stone                          |
| 14 dicembre 1983  | Madison       | Palms                              |
| 15 dicembre 1983  | Chicago       | Chicago Pavilion                   |
| 15 dicembre 1983  | Chicago       | Chicago Pavilion                   |
| 18 dicembre 1983  | Cleveland     | Agora Ballroom                     |
| 30 dicembre 1983  | Aberdeen      | Fountain Casino                    |
| 31 dicembre 1983  | Mount Vernon  | Left Bank                          |
| 14 gennaio 1984   | Boston        | Channel Club                       |
| 21 gennaio 1984   | Valley Stream | Rio Theater                        |
| 22 gennaio 1984   | Boston        | Channel Club                       |